# Hertogdom Koerland en Semgallen
Het hertogdom Koerland en Semgallen was een hertogdom dat bestond van 1562 tot 1795 in de Baltische regio als vazalstaat van het grootvorstendom Litouwen en later van het Pools-Litouwse Gemenebest. Op 28 maart 1795 werd het bij de derde Poolse deling geannexeerd door Rusland.

## Geschiedenis
Na de Lijflandse Oorlog werd de Lijflandse Confederatie in 1562 opgeheven, evenals de Duitse Lijflandse Orde. Om bescherming te verkrijgen tegen het oprukkende Rusland, zochten de plaatselijke heersers toenadering tot het grootvorstendom Litouwen.
Op basis van de Unie van Lublin in 1566 en de oprichting van het Pools-Litouwse Gemenebest, kwam het gebied onder gedeelde soevereiniteit van Polen en Litouwen.
Het zuidelijk deel van huidig Estland en het noordelijk deel van Letland werd nu het hertogdom Lijfland. Het gebied ten zuiden en westen van de Daugava werd het hertogdom Koerland en Semgallen, een vazalstaat van het Pools-Litouwse Gemenebest.
Godhard Kettler, de laatste grootmeester van de Lijflandse Orde werd de allereerste hertog. Andere leden van de orde kregen nu ook adelstitels en eigen grondgebieden. Kettler werd eigenaar van ongeveer één derde van het gebied van de Orde. Mitau (Jelgava) werd de hoofdstad en een soort regering kwam twee keer per jaar samen.
Niet alle gedeelten van Koerland behoorden tot het hertogdom. Het district Grobin (Grobiņa) was ten tijde van de Lijflandse Orde uitgeleend aan de Hertog van Pruisen. Het bisdom Pilten (Piltene), in het westen van Koerland behoorde toe aan Magnus van Holstein, zoon van de Deense koning Christiaan III. Het was de bedoeling om dit gebied na zijn dood, in 1583, terug te geven aan de hertog van Koerland, maar dit mislukte en het kwam onder heerschappij van het hertogdom Lijfland. Later slaagde Wilhelm Kettler er wel weer in het gebied terug te krijgen.
Na de dood van Godhard erfden zijn twee zonen Frederik en Wilhelm het hertogdom en in 1596 verdeelden ze het land in twee delen. Frederik controleerde het oostelijke gedeelte, Semgallen, en hij resideerde in Mitau (Jelgava). Wilhelm controleerde het westelijke gedeelte, Koerland, vanuit Goldingen (Kuldīga). Nadat Wilhelm huwde met de dochter van de hertog van Pruisen kreeg hij controle over Grobin. Tevens kocht hij het bisdom Pilten, maar dit viel later weer terug naar het hertogdom Lijfland. Door het ontwikkelen van metaalbewerking en scheepswerven dreef hij ook handel met andere landen.
De relatie tussen de hertogen en de adellijke landeigenaars was vrij vijandig, bovendien kregen de laatsten steun van het Gemenebest. Wilhelm uitte zijn ontgoocheling tegenover de landeigenaars en werd uiteindelijk ontslagen uit zijn ambt in 1616, waarop hij het land verliet. Frederik was nu de enige hertog.
Tussen 1600 en 1629 vochten Zweden en het Pools-Litouwse Gemenebest een oorlog uit in de buurt van Riga. Hierdoor verkreeg Zweden de controle over het centrale en noordelijke deel van Lijfland, dat nu Zweeds Lijfland werd. Het oostelijke deel van het hertogdom Lijfland, het huidige Letgallen, bleef Pools als het woiwodschap Lijfland. Koerland was ook betrokken in de oorlog maar leed weinig schade.
Onder leiding van de volgende hertog Jacob Kettler bereikte het hertogdom het hoogtepunt van zijn welvaart. Door reizen in West-Europa werd Jacob hevige aanhanger van het mercantilisme. De economie floreerde en er waren niet alleen handelsbetrekkingen met buurlanden, maar ook met Engeland, Portugal, Frankrijk, Nederland enz. De belangrijkste havens uit deze tijd waren Ventspils (Duits: Windau) en Liepāja (Duits: Libau).

### Kolonisatie
In 1651 vestigde het hertogdom een eerste kolonie, de Koerlandse Gambia, in Afrika. Hier werden drie forten gebouwd. Exportproducten waren ivoor, goud, bont en specerijen.
Het volgende jaar werd de kolonie Nieuw Koerland gesticht in West-Indië op het eiland Tobago. Daar waren de exportproducten voornamelijk suiker, tabak, koffie en specerijen.
Zowel Zweden als het Pools-Litouwse Gemenebest bleven ook interesse hebben voor het hertogdom. In 1655 viel Zweden Koerland binnen en begon de Noordse oorlog. Hertog Jacob werd gevangengenomen door de Zweden van 1658 tot 1660 en tijdens deze periode namen de Nederlanders beide kolonies over, waarbij de handelsvloot verwoest werd. De oorlog werd beëindigd door het Verdrag van Oliva in 1660. Tobago viel weer onder Koerse controle en dit tot 1689. Hertog Jacob probeerde de vloot en de fabrieken te herstellen, maar het land kon de welvaart van voorheen niet meer evenaren.

### Opvolgers en annexatie door Rusland
Toen Jacob stierf in 1682 werd zijn zoon Frederik Casimir de volgende hertog. Onder zijn regeerperiode nam de productie in het land nog meer af. Hij hield zich meer bezig met glamoureuze feesten en gaf meer geld uit dan hij had, waardoor hij Tobago moest verkopen aan de Britten. Hij stierf in 1698 en de invloed van het Gemenebest in het politieke en economische leven van het hertogdom was groter geworden. Ook Rusland begon nu interesse te tonen in het gebied.
De volgende hertog Frederik Willem was nog maar zes jaar oud toen hij zijn vader opvolgde. Zijn oom Ferdinand, een Poolse generaal, was regent in die tijd. Rond deze tijd begon de Grote Noordse Oorlog (1700-1721) tussen Zweden en Rusland en de bondgenoten van deze landen. Rusland kreeg in 1710 controle over het centrale gedeelte van Letland. In Koerland had Rusland zo een sterke invloed dat zijn ambassadeur Peter Bestuzhev de machtigste man van het hertogdom werd. Hertog Frederik Willem beloofde de Russische Tsaar Peter de Grote dat hij zou trouwen met een van de dochters van zijn broer. Datzelfde jaar nog huwde hij met Anna Ivanovna in Sint-Petersburg. Op de terugkeer naar Koerland kreeg Peter Frederik echter koorts en overleed vooraleer ze in het hertogdom aankwamen. Anna volgde hem op als hertogin.
Ferdinand maakte ook aanspraak op de troon, maar omdat hij in Danzig woonde werd zijn kandidatuur afgekeurd. Rond 1726 probeerde Maurits van Saksen, een van de meer dan 300 onwettige kinderen van de Poolse koning August II, de troon te veroveren. Hij werd verkozen, maar werd later door de Russen verdreven. In 1730 aanvaardde Anna het ambt van keizerin van Rusland en verhuisde naar Sint-Petersburg. Ferdinand Kettler werd nu hertog tot hij stierf in 1737. Hierna duidde Anna Ernst Johann Biron aan als opvolger van Ferdinand.
De nieuwe hertog kreeg financiële steun van Rusland en bouwde hiermee het Ruhenthalpaleis, dat door de vermaarde Italiaanse architect Bartolomeo Rastrelli ontworpen werd. Nadat Anna stierf in 1740 werd Ernst Johann verbannen naar Siberië. Lodewijk Ernst van Brunswijk-Lüneburg-Bevern werd de nieuwe hertog, maar na een staatsgreep georganiseerd door Elisabeth I van Rusland verloor hij de titel. Het hertogdom bleef nu 17 jaar zonder hertog, totdat Karel Christiaan Jozef van Saksen, zoon van de Poolse koning August III, hertog werd. Dit was tegen de zin van de Russische tsarina Catharina de Grote die de invloed van het Gemenebest wilde tegengaan en liet daarom in 1763 Ernst Johann Biron uit ballingschap terugkeren. Na zes jaar deed hij troonsafstand ten voordele van zijn zoon Peter.
In 1795 werd het hertogdom in het kader van de Derde Poolse Deling geannexeerd door Rusland. Het werd voortgezet als het gouvernement Koerland.

## Hertogen
- 1561-1587: Godhard Kettler
- 1587-1616: Frederik I Kettler en Willem Kettler
- 1616-1642: Frederik I Kettler
- 1642-1682: Jacob Kettler
- 1682-1698: Frederik II Casimir Kettler
- 1698-1711: Frederik III Willem Kettler
- 1711-1730: Anna van Rusland
- 1726-1729: Maurits van Saksen (rivaal)
- 1730-1737: Ferdinand Kettler
- 1737-1740: Ernst Johann Biron
- 1741-1741: Lodewijk Ernst van Brunswijk-Lüneburg-Bevern
- 1741-1758: geen
- 1758-1763: Karel van Saksen
- 1763-1769: Ernst Johann Biron (opnieuw)
- 1769-1795: Peter Biron